# Saison 1 de Chapeau melon et bottes de cuir (1976)
Pour la première saison de la première série télévisée, voir Saison 1 de Chapeau melon et bottes de cuir.
Chronologie
Saison 6 (1re série) Saison 2
Cet article présente les épisodes de la première saison de la seconde série télévisée britannique intitulée Chapeau melon et bottes de cuir (The New Avengers) diffusée du 22 octobre 1976 au 21 janvier 1977 sur ITV.
En France, cette saison a été diffusée du 21 décembre 1976 au 5 mars 1977 sur TF1 et  a été régulièrement rediffusée, également sur TF1,  jusqu'au 30 mars 2008.

## Fiche technique
- Musique : Laurie Johnson
- Conception générale des décors : Syd Cain (en)
- Chef décorateur : Robert Bell
- Costumes : Jackie Cummins
- Superviseur de production : Ron Fry
- Production : Albert Fennell et Brian Clemens, pour I.D.T.V. - T.V. Productions / The Avengers (Film & TV) Enterprises Ltd. / TF1
- Durée : 52 minutes
- Format : Couleur

## Distribution

### Personnages principaux
- Patrick Macnee : John Steed
- Gareth Hunt : Mike Gambit
- Joanna Lumley : Purdey

### Personnages récurrents
- John Paul : Dr. Kendrick (2 épisodes)

## Épisodes

### Épisode 1:Le Repaire de l'aigle
Fiche technique
- Titre original :  The Eagle's Nest
- Réalisateur : Desmond Davis
- Scénario : Brian Clemens
- Photographie : Mike Reed et Jimmy Allen
- Costumes de Joanna Lumley : Catherine Buckley
- Montage : Ralph Sheldon
- Date de première diffusion[5] :  Royaume-Uni : 22 octobre 1976

Reste de la distribution
- Peter Cushing : Von Claus
- Derek Farr : père Trasker
- Frank Gatliff : Karl
- Sydney Bromley : Hara
- Trevor Baxter : Brown-Fitch
- Joyce Carey : la femme au chien
- Neil Phillips : Main
- Brian Anthony : Stannard
- Ronald Forfar : Jud
- Jerold Wells : Barker
- Trudi Van Doorne : Gerda
- Peter Porteous : le caporal nazi
- Charles Bolton : Ralph

Synopsis
L'agent Stannard, poursuivi par des pêcheurs armés de leurs cannes à pêche, se réfugie dans un monastère situé sur une île. Mais les moines le laissent capturer. Dans le même temps, Gambit assiste à la conférence d'un spécialiste de la réanimation après cryogénisation, Von Claus, enlevé peu après. Or l'enquête mène jusqu'à l'île en question... Hitler n'aurait-il pas été cryogénisé en 1945 ?
Remarque
Cet épisode est le premier de la nouvelle série et révèle excellemment ses atouts. C'est la deuxième et dernière fois que les Avengers doivent lutter contre des nazis; la première fois, c'était dans Dead of Winter de la saison 1, un épisode jamais retrouvé.

### Épisode 2:Le Château de cartes
Fiche technique
- Titre original :  House of Cards
- Réalisateur : Ray Austin
- Scénario : Brian Clemens
- Photographie : Mike Reed et Jimmy Allen
- Costumes de Joanna Lumley : Catherine Buckley
- Montage : Ralph Sheldon
- Date de première diffusion :  Royaume-Uni : 29 octobre 1976

Reste de la distribution
- Peter Jeffrey :  Perov
- Frank Thornton :  Roland
- Lyndon Brook :  Cartney
- Derek Francis :  L'évêque
- Mark Burns :  Spence
- Geraldine Moffat :  Jo
- Annette Andre :  Suzy
- Ina Skriver :  Olga
- Murray Brown :  David
- Gordon Sterne :  Vasil
- Dan Meaden :  Boris
- Jeremy Wilkin :  Tulliver
- Anthony Bailey :  Frederick

Synopsis
Steed profite d'une diversion menée par Gambit, dans un aéroport, pour ravir un savant à des agents russes, dont le chef est Perov. Ce dernier, après un faux suicide, "active" des agents ennemis en dormance au Royaume-Uni, grâce à des cartes à jouer désignant en outre des personnes à éliminer...

### Épisode 3:Le Dernier des cybernautes
, Fiche technique
- Titre original :  The Last of the Cybernauts...??
- Réalisateur : Sidney Hayers
- Scénario : Brian Clemens
- Photographie : Mike Reed et Jimmy Allen
- Costumes de Joanna Lumley : Catherine Buckley
- Montage : Graeme Clifford
- Date de première diffusion :  Royaume-Uni : 5 novembre 1976

Reste de la distribution
- Robert Lang : Felix Kane
- Oscar Quitak : Malov
- Gwen Taylor : Le docteur Marlow
- Basil Hoskins : Le professeur Mason
- Robert Gillespie : Frank Goff
- David Horovitch (en) : Fitzroy
- Sally Bazely : Laura
- Pearl Hackney : Mme Weir
- Ray Armstrong : Le premier garde
- Martin Fisk : Le second garde
- Eric Carte : Terry
- Rocky Taylor : Un cybernaute
- Davina Taylor : Tricia

Synopsis
Le trio d'agents tente d'arrêter un agent double, Felix Kane, mais celui-ci meurt brûlé dans un accident de voiture.
Un an plus tard, un homme est enlevé à sa sortie de prison : il s'agit de l'ex-ingénieur Frank Goff qui travaillait autrefois sur le projet des cybernautes du docteur Armstrong (voir l'épisode 3 de la Saison 4, première série). Le cerveau de l'enlèvement est Kane, ayant miraculeusement échappé à la mort, mais diminué physiquement et défiguré. Il entend utiliser les services de Goff, ainsi que ceux du professeur Mason également enlevé, pour améliorer la technique des cybernautes à son profit...
, Remarque
Il s'agit du troisième et dernier volet de la trilogie des Cybernautes, initiée par Les Cybernautes (The Cybernauts, saison 4) et Le Retour des Cybernautes (The Return of the Cybernauts, saison 5).

### Épisode 4:Le Baiser de Midas
Fiche technique
- Titre original :  The Midas Touch
- Réalisateur : Robert Fuest
- Scénario : Brian Clemens
- Photographie : Mike Reed et Jimmy Allen
- Costumes de Joanna Lumley : Catherine Buckley
- Montage : Graeme Clifford
- Date de première diffusion :  Royaume-Uni : 12 novembre 1976

Reste de la distribution
- John Carson :  Freddy
- Ed Devereaux :  Vann
- Ronald Lacey :  Hong Kong Harry
- David Swift :  Turner
- Jeremy Child :  Le lieutenant
- Robert Mill :  Le curateur
- Ray Edwards :  Garvin
- Gilles Millinaire :  Midas
- Pik-Sen Lim :  Sing
- Chris Tranchell :  Le docteur
- Lionel Guyett :  Tayman
- Geoffrey Bateman :  Simpson
- Tim Condren :  Boz
- Peter Winter :  Morgan
- Bruce Bould :  Froggart
- Bruno Elrington :  Choy

Synopsis
Steed rencontre en ville un vieil ami devenu clochard qui assiste bientôt à une étrange chasse au rat. Par ailleurs, le trio d'agents doit retrouver Midas, un homme sain, mais porteur de nombreuses maladies virales mortelles, et qui tue tous ceux qu'il touche. Son patron, Turner, monnaie les services de son tueur contre paiement en or, les cibles désignées devant recevoir le "baiser de Midas"...

### Épisode 5:Un chat parmi les pigeons
Fiche technique
- Titre original :  Cat amongst the Pigeons
- Réalisateur : John Hough
- Scénario : Dennis Spooner
- Photographie : Mike Reed et Jimmy Allen
- Montage : Graeme Clifford
- Date de première diffusion :  Royaume-Uni : 19 novembre 1976

Reste de la distribution
- Vladek Sheybal :  Zarcadi
- Matthew Long :  Turner
- Basil Dignam :  Rydercroft
- Peter Copley :  Waterlow
- Hugh Walters :  Lewington
- Gordon Rollings :  Bridlington
- Joe Black :  Hudson
- Patrick Connor :  Foster
- Kevin Stoney :  Tomkins
- Andrew Bradford :  Merton
- Brian Jackson :  Le contrôleur

Synopsis
L'agent Merton est tué par une attaque de pigeons, au moment de livrer une information à Steed. Un certain Rydercroft va être assassiné et il sera effectivement lui aussi victime d'une agression de volatiles, ainsi que d'autres personnes, dont deux agents chargés de l'enquête, Turner et Steed, la piste les menant jusqu'au "Sanctuaire des oiseaux" de Zarcadi...
N.B: Hommage évident aux Oiseaux d'Alfred Hitchcock.

### Épisode 6:Cible
Fiche technique
- Titre original :  Target !
- Réalisateur : Ray Austin
- Scénario : Dennis Spooner
- Photographie : Jimmy Allen
- Montage : Ralph Sheldon
- Date de première diffusion :  Royaume-Uni : 26 novembre 1976

Reste de la distribution
- Keith Barron :  Draker
- Robert Beatty :  Ilenko
- Roy Boyd :  Bradshaw
- Frederick Jaeger :  Jones
- Malcolm Stoddard :  Myers
- Deep Roy :  Klokoe
- John Paul :  Kendrick
- Bruce Purchase :  Lopez
- Dennis Blanch :  Talmadge
- Robert Tayman :  Palmer

Synopsis
Divers agents meurent, peu après avoir reçu des doses de curare au même centre d'entraînement, dont les automates du parcours d'exercice ont été trafiqués par Draker. Le seul moyen d'échapper au poison est de réaliser ce parcours sans aucune faute...
N.B: Cet épisode montre que Gambit éprouve plus qu'un simple désir envers Purdey. Il ne se laissera plus jamais aller de la sorte.

### Épisode 7:Pour attraper un rat

#### Fiche technique
- Titre original : To catch a Rat
- Réalisateur : James Hill
- Scénario : Terence Feely
- Photographie : Mike Reed et Jimmy Allen
- Montage : Ralph Sheldon
- Date de première diffusion :  Royaume-Uni : 3 décembre 1976

#### Distribution (suite)
- Ian Hendry : Gunner
- Edward Judd : Cromwell
- Robert Flemyng : Quaintance
- Barry Jackson (en) : Cledge
- Anthony Sharp : Grant
- Jeremy Hawk : Finder
- Bernice Stegers : L'opérateur
- Jo Kendall : La gouvernante
- Dallas Cavell : Le fermier
- Sally-Jane Spencer : La mère

#### Synopsis
Gunner, un ancien agent amnésique depuis 17 ans, recouvre la mémoire à la suite d'un choc et se souvient… En 1960, il avait pour mission de capturer un agent double qui parvint à s'enfuir, blessé à une jambe, lors d'une tentative d'arrestation. Gunner, obsédé par cette mission, repart en chasse en n'ayant qu'un indice : le traître, actuellement haut fonctionnaire du Gouvernement, boite à la suite de sa blessure…
N.B: Retour de Ian Hendry dans la série après 17 ans d'absence! (Il avait été le personnage principal et le partenaire de Steed dans la saison 1) Il retrouvera son coéquipier uniquement dans l'émouvante scène finale. À noter qu'Hendry ne reprend pas le rôle du Dr.Keel.

### Épisode 8:La Grande Interrogation
Fiche technique
- Titre original :  The Tale of the Big Why
- Réalisateur : Robert Fuest
- Scénario : Brian Clemens
- Photographie : Mike Reed et Jimmy Allen
- Montage : Ralph Sheldon
- Date de première diffusion :  Royaume-Uni : 10 décembre 1976

Reste de la distribution
- Derek Waring :  Harmer
- Jenny Runacre :  Irene
- George A. Cooper :  Brandon
- Roy Marsden :  Turner
- Gary Waldhorn :  Roach
- Rowland Davis :  Poole
- Geoffrey Toone :  Le ministre
- Maeve Alexander :  Mme Turner

Synopsis
Gambit joue le rôle d'un compagnon de cellule auprès de Brandon, condamné à la prison pour espionnage. Il prétend détenir les preuves de l'identité d'un traître, haut fonctionnaire du Gouvernement. Libéré, Brandon est tué par deux agents ennemis. Le trio d'agents tente alors de retrouver les preuves en question...
N.B: Intrigue sur le thème d'un mystérieux objet perdu à retrouver. Idée déjà exploitée dans La Chasse au Trésor (Dead Man's Treasure, saison 5)

### Épisode 9:Visages
Fiche technique
- Titre original :  Faces
- Réalisateur : James Hill
- Scénario : Brian Clemens et Dennis Spooner
- Photographie : Mike Reed et Jimmy Allen
- Montage : Graeme Clifford
- Date de première diffusion :  Royaume-Uni : 17 décembre 1976

Reste de la distribution
- David de Keyser :  Le docteur Prator
- Edward Petherbridge :  Mullins
- Richard Leech :  Craig
- Neil Hallett :  Clifford
- Annabel Leventon :  Wendy
- David Webb :  Bilston
- Donald Hewlett :  Torrance
- J.G. Devlin :  Le clochard
- Jill Melford :  Sheila
- Michael Sheard :  Peters
- Robert Putt :  Le gardien de la morgue

Synopsis
Le docteur Prator utilise les anonymes d'un Foyer pour clochards et les transforme en sosies de hauts fonctionnaires du Gouvernement, afin de subtiliser des renseignements confidentiels. Très vite, il devient difficile pour le trio d'agents de savoir à qui faire confiance, même entre eux...
N.B: Cinquième et dernier épisode sur le thème des doubles. L'intrigue est proche de celle de L'Homme aux deux ombres (The Man with Two Shadows, saison 3). Seule fois où Purdey révèle accidentellement ses sentiments pour Gambit. Plus jamais Purdey avouera une telle faiblesse (Sauf dans Obsession de la saison 8 mais ce ne sera pas Gambit qui sera en cause).

### Épisode 10:Le Monstre des égouts
Fiche technique
- Titre original :  Gnaws
- Réalisateur : Ray Austin
- Scénario : Brian Clemens
- Photographie : Mike Reed
- Montage : Bob Dearberg
- Date de première diffusion :  Royaume-Uni : 21 décembre 1976

Reste de la distribution
- Julian Holloway :  Thornton
- Peter Cellier :  Carter
- Jeremy Young :  Chislenko
- Patrick Malahide :  George
- Keith Marsh :  Joe, le clochard
- Ken Wynne :  Arthur, le clochard
- Morgan Shepherd :  Walters
- John Watts :  Harlow
- Keith Alexander :  Malloy
- Ronnie Laughlin :  Le mécanicien

Synopsis
Carter, un scientifique travaillant dans un laboratoire à Londres, renverse malencontreusement dans l'évier un produit radioactif, ayant pour effet d'augmenter la taille des animaux et des plantes. Quelque temps après, des évènements mystérieux se produisent dans les égouts, où des agents disparaissent...

### Épisode 11:Commando très spécial
, Fiche technique
- Titre original : Dirtier by the Dozen
- Réalisateur : Sidney Hayers
- Scénario : Brian Clemens
- Photographie : Ian Wilson
- Costumes de Joanna Lumley : Jillie Murphy et Jennifer Hocking
- Montage : Ralph Sheldon
- Date de première diffusion :  Royaume-Uni : 7 janvier 1977

Reste de la distribution
- John Castle : le colonel Miller
- Shaun Curry : le sergent Bowdon
- Stephen Moore : le commandant Prentice
- Alun Armstrong : Harris
- Ballard Berkeley : le colonel Foster
- Michael Barrington : le général Stevens
- Michael Howarth : Tony Noble
- John Forbes-Robertson : le docteur
- Brian Croucher : Terry
- John Labanowski : Keller
- David Purcell : L'ordonnance
- Francis Mughan : Freddy

Synopsis
Le colonel Miller, ne supportant plus l'inactivité du temps de paix, crée un commando destiné à provoquer des troubles dans certains pays, notamment au Moyen-Orient. Le trio d'agents doit stopper ce commando avant que le Royaume-Uni ne se retrouve entraîné dans une guerre...
N.B: En fait le dernier épisode de la saison. Référence claire aux Douze Salopards car le titre original de ce film est The Dirty Dozen alors que celui de l'épisode est Dirtier by the Dozen (Encore plus salauds!).

### Épisode 12:Le S95
, Fiche technique
- Titre original : Sleeper
- Réalisateur : Graeme Clifford
- Scénario : Brian Clemens
- Photographie : Ernie Steward et Ian Wilson
- Montage : Ralph Sheldon
- Date de première diffusion :  Royaume-Uni : 14 janvier 1977

Reste de la distribution
- Keith Bruckley : Brady
- Arthur Dignam : Le docteur Graham
- Mark Jones : Chuck
- Prentis Hancock : Bart
- Sara Kestelman : Tina
- Gavin Campbell : Fred
- David Schofield : Ben
- George Sweeney : Phil
- Peter Godfrey : Le pilote
- Leo Dolan : Bill
- Jason White, Tony McHale : Les agents de police

Synopsis
Le trio d'agents participe à l'expérimentation d'un nouveau gaz soporifique, le S95. Mais un malfaiteur, Brady, remplace par un complice le responsable de l'expérience, et compte utiliser le gaz à Londres, pour endormir tout un quartier et dévaliser les banques avec ses complices, grâce à un antidote ; mais Steed, Gambit et Purdey sont également immunisés...
N.B: Le thème de la ville déserte était déjà exploité dans Le Matin d'Après (The Morning After, saison 6)
On peut voir aussi, au début de l'épisode, un petit baiser furtif entre Purdey et Gambit.

### Épisode 13:Jeu à trois mains
Fiche technique
- Titre original :  Three Handed Game
- Réalisateur : Ray Austin
- Scénario : Brian Clemens et Dennis Spooner
- Photographie : Mike Reed et Jimmy Allen
- Montage : Bob Dearberg
- Date de première diffusion :  Royaume-Uni : 21 janvier 1977

Reste de la distribution
- David Wood :  Ranson
- Michael Petrovitch :  Larry
- Stephen Grief :  Juventor
- Tony Vogel :  Ivan
- Gary Raymond :  Masgard
- Terry Wood :  Meroff
- Annie Lambert :  Helen
- Ronald Leigh-Hunt :  Le général
- John Paul :  Le docteur
- Hugh Morton :  Le professeur
- Noel Trevarthen :  Tony Field
- Bill Bailey :  Cary

Synopsis
Trois agents, sélectionnés pour leur mémoire photographique, détiennent chacun une partie d'informations confidentielles, que Steed est chargé de récupérer. Mais un agent ennemi, Juventor, utilise une invention permettant de lire les pensées, de vider les cerveaux et d'en transférer le contenu vers d'autres corps...
N.B: L'idée du transfert de cerveaux avait déjà été évoquée dans Qui suis-je??? (Who's Who???, saison 5).